# 方脉箬竹
方脉箬竹（学名：Indocalamus quadratus）为禾本科箬竹属下的一个种。